# Northfield (Wisconsin)
Northfield – miasto w Stanach Zjednoczonych, w stanie Wisconsin, w hrabstwie Jackson.